# Ascesso parafaringeo
Per  ascesso parafaringeo  in campo medico, si intende una raccolta di pus nella parte faringomascellare del collo.

## Sintomatologia
Fra i sintomi e i segni clinici ritroviamo febbre, odinofagia, tosse, mal di gola, si presenta tumefazione della parte interessata che può con il tempo ampliarsi, la cui gravità cambia a seconda della parte interessata (anteriore o posteriore). Nei casi più gravi si riscontra emorragia e deficit neurologici

## Esami
Una corretta diagnosi viene eseguita prima con un'anamnesi, dove si evince il sospetto della malattia, in seguito  con l'esame tomografia computerizzata tramite mezzo di contrasto

## Terapia
Il trattamento è farmacologico, si somministrano ceftriaxone e clindamicina che insieme al drenaggio chirurgico costituiscono la terapia base. Raramente i soli farmaci sono sufficienti, più comunemente dopo il drenaggio occorre per diverse settimane continuare il trattamento antibiotico.